# Tüke-díj
A Tüke-díjat a pécsi polgárok szavazata alapján olyan személy kaphatja meg, aki Pécs fejlődéséhez példamutató tevékenységével jelentős mértékben hozzájárult.

## Történet
A díjat alapító Tüke Alapítvány 2003-ban úgy döntött, hogy a tisztelet és megbecsülés kifejezésére létrehozza a Tüke-díjat azok számára, akik kiemelkedő teljesítményt nyújtottak/nyújtanak Pécs felemelkedése érdekében.
A díjat 2004-től kezdődően, minden esztendőben január 21-én, Pécs szabad királyi város rangjára emelésének napjára (1780-ban ezen a napon állíttatta ki Mária Terézia királynő a kancelláriában a város felszabadítására vonatkozó királyi privilégiumlevelet) emlékezve adják át.
Az első tíz évben a díjat a pécsi székesegyházban Garadnay Balázs által bemutatott szentmisét követően, a kitüntetettek teljes laudatiójának Bőzsöny Ferenc (a Magyar Rádió nyugalmazott főbemondója) általi felolvasása után adták át. 2014-től az egyház belső rendjének változása miatt a díj átadására nem a szentmise után a Székesegyházban, hanem a Dóm Kőtárban került sor. A külön szervezett műsoros eseményen 2014-ben Németh János színművész, 2015-től Halmos Gábor alapító kurátor olvassa fel a kitüntetett teljes laudatióját.
2018-ban a XV. Jubileumi Tüke-díj átadása előtti szentmisét dr. Udvardy György megyéspüspök celebrálta.
2020-ban a díjátadás előtti szentmisét, a Pécsi székesegyházban zajló felújítási munkálatok miatt, a pécsi Irgalmasok templomában mutatták be. 2021-ben, a felújított Székesegyházban, Felföldi László megyéspüspök celebrálta a szentmisét, majd utána újra a főoltár előtt vehették át az elismeréseket a díjazottak. 2022-ben újra a Székesegyházban, a főoltár előtt került sor a díjak átadására. Ezt megelőzően Garadnay Balázs celebrálta a szentmisét, melyen Szép Attila, a bazilika plébánosa is szolgált.
2023-ban, a húsz éves évforduló alkalmából a szentmisét Felföldi László megyéspüspök celebrálta. Vele misézett Bíró László ny. tábori püspök, Garadnay Balázs kanonok (alapító kurátor), és Kovács József püspöki szertartó. A szentmise után újra a főoltár előtt került sor a díjak átadására.
Ebben az évben a Tüke Alapítvány elnöki feladatairól az alapító elnök, Kerényi János, egészségi állapota miatt lemondott. Új elnöknek Dr. Síkfői Tamás került megválasztásra, aki egyben a Tüke-díj kuratóriumába is bekerült.
2024-ben a szentmisét Garadnay Balázs kanonok (alapító kurátor) celebrálta. Vele misézett Mayer Mihály ny. püspök, kurátor. A szentmise után ismét a főoltár előtt került sor a díjak átadására.

## Leírása
A Tüke-díj a Citrom utcai Tüke kút kicsinyített eozinmásolata, Fürtös György keramikus alkotása. A díj egy öreg, magasba törő szőlőtő egymásba fonódó törzsét, a csúcsán érett szőlőfürtökkel ábrázolja. 
Az Ifjúsági Tüke-díj alkotója Krassói Száva keramikus. Mindkét díj a Zsolnay Porcelánmanufaktúra Zrt. terméke.
A díjat Habsburg György – a Tüke Alapítvány tiszteletbeli elnöke – és Kerényi János – a Tüke Alapítvány elnöke – adja át.

## A díjat alapító Tüke Alapítvány
A pécsi tükék egy csoportja elhatározta, hogy összefogásukkal segítik szülővárosuk fejlődését, érvényre juttatva a város értékes tradícióit, amelyekkel Pécs életét emberibbé tehetik.
A Tüke Alapítványt 1997. július 1-én alapította a Polgári Kör Pécs Egyesület.
Az alapítvány elsőként Zsolnay Vilmos születésének 170. és a Zsolnay-gyár alapításának 145. évfordulójára a Tüke díszkút felállítását tűzte ki célul.

## Tüke mise

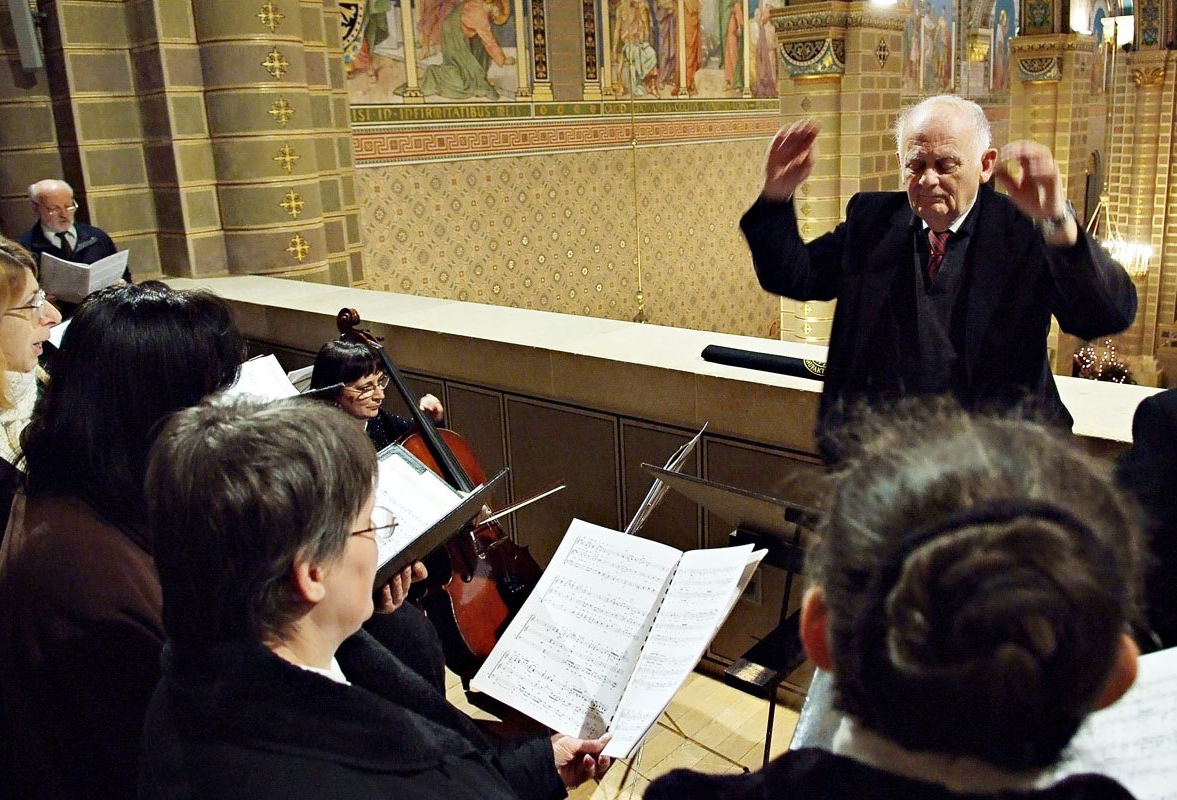
Tüke mise, vezényel: Tillai Aurél

A zene története során számos olyan zeneműről tudunk, amely állami, városi, egyházi esemény, vagy királyi, főúri, polgári igény révén megfogalmazott megrendelés alapján keletkezett.
Így jött létre például a Firenzei dóm felavatására írt mise már a XV. században, Johann Sebastian Bach Tanácsválasztási kantátája, Ferenc József koronázására írta Liszt Ferenc a Koronázási misét, Johannes Brahms egyetemi ünnepségre az Akadémiai ünnepi nyitányt, vagy Liszt Ferenc Esztergomi miséje.
E hagyományt követően a Tüke kuratórium úgy döntött, hogy felkéri a kuratórium alapító tagját, Tillai Aurél Liszt-díjas karnagyot, hogy a Tüke-díj átadásának ünnepi alkalmára komponálja meg a Tüke misét. A szerző vezényletével 2008-ban hangzott el első alkalommal a Tüke mise (Missa brevis) mint kórusmű, énekes szólistákkal és egyéni színeket hordozó hangszeres (fuvola, trombita, cselló, orgona) kísérettel, a Pécsi Kamarakórus közreműködésével. Mivel a Tüke-díj átadása évről évre a Pécsi Székesegyházban történik, a zenemű is itt hangzott el 15 alkalommal, majd az azt követő években a Székesegyház kórusai teljesítették a zenei szolgálatot.

## A jelölés módja

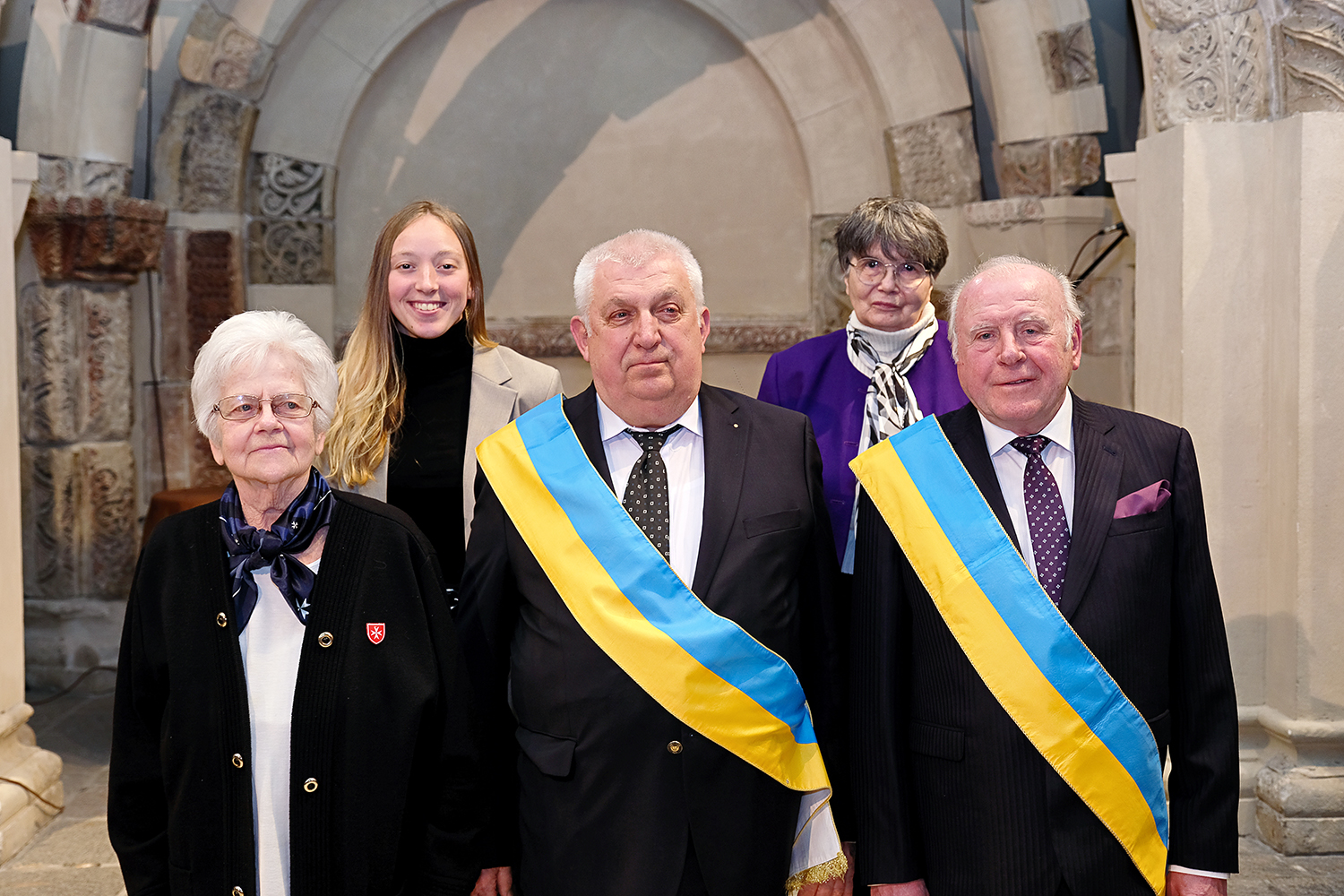
A 2022-es Tüke-díjasok csoportképe

Jelöltet állítani a médiában történő meghirdetést (novemberenként) követően írásban, a 7624 Pécs, Szent István tér 17. postacímen, illetve a tukealapitvany@freemail.hu címen lehet.
Jelölt nem csak tüke lehet, hanem bármely személy, aki sokat tett Pécs városáért. Tehát a díjat tükék adják a polgárok javaslatai alapján, de a díjat nem csak tükék kaphatják.
Az alapító kurátorok, akik a polgárok jelölései alapján a díjazottakkal kibővített kuratóriummal együtt a díjazottak személyéről döntenek:
- Bruhács János (1939-2023) egyetemi tanár
- Garadnay Balázs püspöki helynök
- Habsburg György a Tüke Alapítvány tiszteletbeli elnöke
- Halmos Gábor irodavezető
- Kerényi János a Tüke Alapítvány elnöke
- Tillai Aurél egyetemi tanár

## Eddigi díjazottak
| Év   | Díjazott                                       | Kép | Rövidített indoklás |
| ---- | ---------------------------------------------- | --- | --- |
| 2004 | Angster József (1917–2012)                     |     | A hazai orgonaépítés európai rangra történő emelésében az Angster dinasztia tagjaként a pécsi orgonaépítés hírnevének öregbítése érdekében végzett folyamatos fejlesztői, kutatói munkájáért, orgonaépítő művészetéért, valamint a gépészmérnökként végzett, a termelési hatékonyságot növelő új, gépi berendezések, és technológiák alkalmazásáért. |
| 2005 | Mattyasovszky Zsolnay Miklós (1912–2005)       |     | A Zsolnay dinasztia tagjaként, a Zsolnay és Pécs város hírnevének, elismertségének növelését segítő, hazai és külhoni tevékenységéért, valamint a színes közéleti szerepvállalásáért. (Cserkészet, Rotary Club, szociális helyzetük miatt hátrányba lévők segítése.) |
| 2006 | Rajczy Péter (1917–2006)                       |     | Az 1940-es években a tankerületekben végzett, a neveléselmélettel összefüggő, majd később tanárként, az ifjúság nevelésében kifejtett szakszerű és példaként állítható nevelői munkájáért, valamint a pedagógusi életpályája során az érdekvédelmi és a jogvédelmi munka következetes megvalósításáért. Az iskolatörténettel kapcsolatos tudományos és publikációs tevékenységéért és a hagyományőrzést szolgáló társadalmi célú egyesületekben végzett önzetlen munkájáért. |
| 2006 | Ujvári Jenő (1939–2016)                        |     | A kulturális igazgatás különböző területein végzett sikeres tevékenységéért, melynek során a kiállítások és a bemutatóhelyek az ország egyik legnagyobb hálózatává tették a pécsi és a baranyai múzeumi területet, valamint annak a több éves, szakszerű munkának az elismeréséért, amelynek köszönhetően sikeres lehetett Pécs UNESCO világörökségi pályázata, ezáltal Pécs ókeresztény temetőterülete európai, sőt világviszonylatban is egyedülálló emlékként vált ismertté. |
| 2007 | Toller László (1950–2010)                      |     | Nagyívű, széles körű tevékenysége révén Pécs városában a szellemi élet, a kultúra új lendületet kapott. Jelentős eredményeket ért el egy új, színes arculatú városkép kialakításában. Komoly szerepe volt abban, hogy a magyar kultúra nagykövetei lehetünk 2010-ben, Európában, s ezáltal olyan fejlesztésekhez jutott a város, amely utoljára a Zsolnayak, az Angsterek, a Litkék nemzedéke idején jellemezte Pécset. Elismerést érdemlő az a tevékenysége, amelynek során a város kapuit több irányban nyitotta, hasznos nemzetközi kapcsolatokat teremtett, és ápolt. |
| 2007 | Somosi László (1946–2020)                      |     | Munkássága Pécs város megbízható hőellátásában jelentős. A PANNONPOWER HOLDING Zrt. vezetőjeként hatékonyan segítette Pécs város, a régió, az ország energetikai fejlődését. Ennek során elsődlegesnek tekintette a villamos- és hőenergia termelő kapacitásoknak a legkisebb környezeti terhelést okozó, környezetbarát fejlesztését. Olyan struktúra- és technológiaváltást hajtott végre az erőműben, amely a megújuló energiaforrások felhasználásának irányába fordította a társaság innovációs stratégiáját. Az így megvalósított XXI. sz.-i technológia mindenben megfelel az Európai Unió vonatkozó előírásainak. |
| 2008 | Barri Istvánné (szül. Simrák Ilona, 1908–2010) |     | Mint rubintdiplomás pedagógus, egyedülálló életpályája során tanúsított tanári és emberi helytállása példaértékű. Nem csak a szaktárgyait, (magyar, latin, orosz) tanította magas színvonalon, hanem kiváló osztályfőnök és tanár kolléga. Sajátja volt a mindenkire történő odafigyelés, amely minden korban példamutató, időtálló, hasznos és erőt adó jellemvonás. Tanítványait megtanította a családban szükséges életvitelre. Az általa felmutatott és megkövetelt erkölcsi értékekkel tartalmas útravalót adott tanítványainak. |
| 2008 | Kele Pál (1930–2019)                           |     | Mint apátplébános 27 év óta teljesíti a hívek megelégedésére egyházi szolgálatát a Pécs Belvárosi templomban, ahol meghonosította az azóta is nagy érdeklődésre számot tartó német nyelvű szentmiséket. Hívei segítségével és szeretetével sok mindent megvalósított a templom és az egyház életével kapcsolatosan. Kiemelt gondot fordított a plébánia épületeinek, a kálváriák, a keresztúti stációk állagmegóvására, teljes felújítására. A város és az egyház iránti odaadása, sok személyes közbenjárása eredményeként a világban is ritka műszaki megoldással a templom mellé épült egy mozgó harangtorony, amely igazi turistalátványosság. |
| 2009 | Kiss Endre (1943–2024)                         |     | Mint a Szigetvári Takarékszövetkezet elnök-ügyvezetője, kiemelten segíti a helyi és a térségi gazdaság fejlesztését. Különösen értékes az a tevékenysége, amellyel az Európa Kulturális Fővárosa cím elnyerését követően, Pécs városát segítendően, létrehozza a pécsi Patrónus Kulturális Társaságot, mely a helyi vállalkozók és a lakosság összefogását példázza. Nyitott és érzékeny, a helyi értékek hangsúlyozására. Közel két évtized óta kiemelkedő az általa irányított pénzintézet Pécs városában és a régióban nyújtott mecénási törekvése, amely a kultúrához, az iskolai neveléshez, a sporthoz, és nem utolsósorban a civil szervezetekhez kapcsolódik. |
| 2009 | Tillai Ernő                                    |     | Mint városépítési és városgazdálkodási szakmérnöknek, Pécsen és az ország számos pontján több mint 10000 épület jelzi munkásságát. Városunkban, a panellakásokon túl, számos középület, mint például a MATÁV Székház, a KONZUM irodaház, a DOMUS áruház, pénzintézetek, templomok épültek tervei alapján. Jelentős szerepet vállalt Budapesten, a budai Várnegyed műemléképületeinek rekonstrukciójában. Építészi munkássága mellett folyamatos törekvése, hogy lakóhelyünk múltja széles körben ismertté váljon, hogy az itt élő emberek fogjanak össze Pécs város élhetőbbé és szebbé tétele érdekében. Ezért másokkal együtt létrehozta a Pécsi Városvédő és Városszépítő Egyesületet. Ugyanígy, egyik alapítóként, szellemi közösségbe tömörítették a ma már patinás hírű Mecseki Fotóklub fotós érdeklődésű alkotóit. |
| 2010 | Mayer Mihály                                   |     | Több mint 20 éves pécsi püspöksége alatt kitartással és elhatározottsággal végzett, a helyi értékeket és Pécs város közösségét is figyelembe vevő tevékenységéért, amely a szellemi, kulturális és erkölcsi értékek gazdagodását is segítette, immár hozzátartozva a város egész arculatához. Különösen fontosnak tekinthető az a kezdeményezése, amelynek nyomán a világiaknak is nyitott, színvonalas, az egyházművészet megismerését is segítő kulturális program került megrendezésre. Példás az az irányító és harmonizáló tevékenysége is, amellyel a „vallás és kultúra” évében megvalósult az egyházi épületek és műemlékek rekonstrukciója. Széles körű közösségerősítő tevékenységét mutatja, hogy sok módon segítette a keresztény felekezetek közötti együttműködést, az ökumenikus szemlélet erősítését. |
| 2011 | Gyermánné Vass Ágnes                           |     | Hazánkban és nemzetközileg egyaránt elismert művész, aki 36 éven keresztül a Pécsi Szimfonikus, majd a Pannon Filharmonikusok zenekar első koncertmestere. Sokrétű zenei és előadóművészi tevékenységét nagy zenei alázattal és kiemelkedő színvonalon végzi. Külön kiemelendő hegedűjátékának virtuozitása, a mély érzések és hangulatok választékos kidolgozása, azok csodás láttatása, a hangtechnikai lehetőségek bátor használata. Briliáns hegedűjátéka könnyen átélhető, imponáló magabiztossággal jelenik meg a hallgató előtt. Zenészi életpályája során példaértékű az a zenészi, művészi és alkotói kapcsolat, amely harmonikusan segítette a hazai és nemzetközi környezet, de legfőképp Pécs város zenei életének gazdagabbá válását. |
| 2012 | Szirtes Béla (1930-2022) és Sallay Árpád       |     | A Pécsi Bányászattörténeti Alapítvány vezetőiként elkötelezett tevékenységet folytatnak a mecseki szén- és uránbányászat emlékeinek megörökítésén. Munkájuk során a legfontosabb feladat a bányászat jeles helyeinek megjelölése és a meghatározó személyei emlékének megörökítése. Alkotásaik közül jelentőségében, művészeti értékében kiemelkedik a Pécsen felállított Központi Szén- és Uránbányászati Emlékmű, amely emlékeztet arra, hogy Pécs város negyed évezredes fejlődésében a bányászat jelentős szerepet játszott. Hagyományőrző programjaikban a világban is egyedülálló a bányász toronyzenei hálózat, amelyek az egykori bányásztelepülések templomainak tornyaiban, a hajdani műszakváltás időpontjában, egyszerre szólalnak meg a bányamunkára és a bányamunkásra emlékeztetve. |
| 2013 | Romváry Ferenc                                 |     | Pécs város művészeti és képzőművészeti életében művészettörténészként fél évszázadon keresztül végzett munkássága jelentős, elismerésre méltó lenyomatot hagyott. Ő is részt vett abban a munkában, melynek során a Káptalan utcában a kanonoki épületek közvetlen, múzeum céljára történő felújításával párhuzamosan létrejöhetett az ún. „múzeumutca”, a már meglévő, Zsolnay Múzeum köré csoportosítva a többi, rendkívül nagynevű múzeumot. Életpályájának példás szakmai tevékenysége a teljes Csontváry-életmű restaurálásának irányítása, majd a gyűjteményes kiállítás külföldön történő kiállításainak rendezése. Kitartó munkájára volt szükség ahhoz is, hogy elkészülhessen könyv formájában a fél évszázados Zsolnay örökség is. Sokrétűségét dicséri a Pécsi Szemle várostörténeti folyóirat főszerkesztőjeként végzett tevékenysége éppúgy, mint a Pécs Lexikon megjelentetése érdekében végzett munkája. |
| 2014 | Meskó Sarolta (1944–2014)                      |     | Pécs Város Egyesített Egészségügyi Intézete Tüdőgondozójának intézetvezető főorvosa volt 21 éven keresztül. Tüdőgyógyászként az általa irányított munkatársakkal együtt, példaértékű tevékenységet folytatott, a Pécsett nagymértékben elterjedt szilikózisos betegek kezelése, az allergiás és asztmás, valamint a krónikus tüdőbetegek gyógyítása során. A gyógyító és a betegeket gondozó munkájának tapasztalatait szakmai fórumokon, ismeretterjesztő rendezvényeken, rendszeresen közreadta. Számos civil szervezetben (Magyar Egészségügyi Társaság, Magyar Orvosi Kamara, Baranyai Orvosok Szociális Alapítványa, Asztmások, Allergiások Baranyai Egyesülete stb.) vállalt vezetői tisztséget, feladatot. Orvosi esküjéhez hűen, szakmai alázattal, kitartóan végzett szakorvosi és felvilágosító munkájában a betegek és a pécsi lakosság iránti fokozott tisztelet volt a jellemző. |
| 2015 | Gulácsi János                                  |     | Iskoláinak elvégzése után a Mecseki Szénbányák Szabolcs Bányaüzemében, villanyszerelő szakmunkásként kezdi tevékenységét. Munkája során számos újítása segítette elő a magasabb technikai színvonal megteremtését. Évekkel később úgy döntött, hogy mint kisiparos, áttér a toronyórák és templomi harangok mechanikai működtetésének villamos, illetve, elektronikussá történő átalakítására. Saját tervezésű és gyártású haranghajtóművei és toronyórái – hazánkban és a határokon túl – több mint 400 toronyban működnek. Az általa kifejlesztett és alkalmazott digitális, quarz-vezérlésű óraszerkezet programozhatósága is különleges technikai megoldás. Európában elsőként 1974-ben a Tihanyi Apátság tornyában helyezett el ilyen óraszerkezetet. A Városvédő és Városszépítő Egyesület tagjaként mint „kisiparosnak”, Pécsett is számos különleges munkája látható. Például a Városháza toronyórája, a püspöki levéltár órája, a Zsinagóga kettős mutatórendszerrel működtetett óraszerkezete, a Szent Bertalan harangtorony egyedülálló harangozó és zenélő szerkezete, a bányászhagyományokat ápoló toronyzenék működtetése éppúgy a nevéhez kötődnek, mint egyéb köztéri órák, jelzőberendezések, forgó reklámok. Értékteremtő, szakmailag sokrétű, hagyományokat tisztelő kézműves munkája elismerését jelenti a 2015. évi Tüke-díj. |
| 2016 | Dr. Ádám Antal (1930–2020)                     |     | A jogi szakterületen végzett kimagaslóan színvonalas és sokrétű egyetemi oktatói munkássága, alkotmánybíróként is példaként emlegetett tevékenysége, valamint a hat évtizedet meghaladó, kiemelkedően tartalmas publikációs képessége széles körben ismert és elismert. Egész életpályáján változatos és folyamatosan megbecsült közéleti aktivitás figyelhető meg. Életútja, munkássága, megnyerő közvetlensége és emberi kapcsolatteremtő képessége, a köz érdekében mutatott fáradhatatlan aktivitása miatt is követendő példa lehet mindannyiunk számára. |
| 2016 | Nagy Imre                                      |     | Mint középiskolai, majd egyetemi tanár, munkálkodása folyamatosan a magyar irodalmi oktatás színvonalának emelése érdekében, különösen a műközpontú irodalom oktatás jegyében történt. Elkötelezett tanárként a XIX. sz. magyar irodalomból tartott előadásai, nagy elismerésnek örvendtek. A magyar irodalomtörténet területén végzett tudományos munkássága, nagy ívű publikációs tevékenysége nem csak a szakmája területén tette ismertté. Tudásával nagymértékben és folyamatosan segíti szülővárosa (Pécs) irodalmi és kulturális életének fejlődését. Személye a múlt hagyományait tisztelő s a jövőt gazdagító polgár alakját testesíti meg, akinek tevékenysége hozzájárul az egyetemes emberi értékek fejlesztéséhez. |
| 2017 | Sólyom Katalin                                 |     | Közel 50 éve tagja, – néhány éve már Örökös tagja – a Pécsi Nemzeti Színház társulatának. Személye a színházi hűség jelképe. Sokoldalú színésznőként, változatos darabokban (136 színdarab és 9 magyar film) alkotott maradandót, nyújtott felejthetetlen alakításokat. „Egyszemélyes színházában”, a verses összeállítások, a monodrámák, a gyerekműsorok egyik legnagyszerűbb előadója. Avatott tolmácsolója a kortárs-költőknek. Sokat tett a pécsi, baranyai költők népszerűsítéséért. Pécs város művészeti életének közel 50 éve már nemcsak résztvevője, hanem aktív alakítója. A színházi, filmszerepek, az irodalmi programok sokasága mellett igazi közéleti ember, jószolgálati nagykövet. A pécsi színművészek közül kiemelkedik azzal, hogy a művészetet a színház falain kívül is értő módon, nagy lelkesedéssel népszerűsíti. |
| 2018 | Pinczehelyi Sándor                             |     | Pécs város képzőművészeti életének nemcsak résztvevője, hanem aktív alakítója. A képzőművészeti életben az 1970-es években nagy robbanást hozó Pécsi Műhely egyik alapítója. A Pécsi Galéria igazgatójaként több mint 500 kiállítást rendezett, kiemelt figyelemmel a kortárs művészet bemutatására. Művészi pályáját a szabad és játékos gondolkodás, a vizuális ötletesség és a háttérben felfedezhető irónia jellemzi. Alkotó tevékenysége során keletkezett műveit magyar, európai, amerikai és japán köz- és magángyűjtemény őrzi. |
| 2019 | Dr. Korinek László                             |     | Egyetemi tanárként, tanszékvezetőként, akadémikusként a jogtudomány, a kriminológia, a rendészettudomány elismert művelője. Szakmai tevékenysége mellett minden területen a közösségi kapcsolatok erősítését, formálását tekintette küldetésének. Aktív szerepet vállalt a Kolping mozgalom 1989-ben történt újraélesztésében. Nevéhez köthető a Magyarok Kenyere program, amely a diaszpórában élők és a nemzet közötti összetartozást erősíti. Mint Németország tiszteletbeli pécsi konzulja, 17 éven át segítette a Dél-Dunántúlon jelentős számban élő német állampolgárok ügyeinek intézését, a német ajkú lakosok önszerveződését, a német-magyar testvérvárosi kapcsolatok létrehozását, a tudományos és gazdasági együttműködés fejlesztését. Számos pécsi köztéri szobor és emléktábla az ő kezdeményezésére jött létre. Nemes célokért elkötelezetten, önzetlen humanistaként végzi magas színvonalú tevékenységét. |
| 2020 | Zsolt László                                   |     | Az általa alapított és irányított részvénytársaság országos viszonylatban is vezető szerepet betöltő biztonságtechnikai vállalkozás, amelynek tevékenysége a szakmai tisztesség és a környezet igényeinek kielégítésére fókuszál. Tevékenységükben az innovatív szemlélet, a mérnöki gondolkodás eredményes megvalósulása azt is jelenti, hogy a vagyonvédelem speciális igényeit is képes kielégíteni. Az általa, önerőből létrehozott nemzetközi színvonalú Tollaslabda Centrum jól szolgálja a tömeg és minőségi sport helyi és országos szintű fejlődését. Szakmai elhivatottsága, igényes vezetői munkája, értékteremtő tevékenysége, az emberi, cégvezetői tisztesség követendő példája. Társadalmi felelősségvállalását jelzi, hogy környezetében számos iskolát, egészségügyi és gyermekekkel kapcsolatos alapítványt, civil szervezetet segít. |
| 2021 | Tillai Aurél és Dr. Sárkányné Lengyel Mária    |     | Tillai Aurél 1952-től tartó több évtizedes, elhivatott zenepedagógusi, zeneszerzői, hazai és nemzetközi karvezetői, kórusfesztivál szervezői, magas színvonalú munkássága elismeréséért, melyben minden területen kitüntetett szerepet kapott a kulturális értékek megőrzése. Elhivatott tevékenysége révén a magyar zenei élet, beleértve az egyházzenét is, számos jelentős művel gazdagodhatott. A kórusaival folytatott magas zenei élményt nyújtó tevékenysége átöleli szinte a teljes kórusirodalmat. Zenei munkássága a Bartók-Kodály-Bárdos életmű népszerűsítésében megkérdőjelezhetetlen. Nem csak a magyar kóruskultúra nagykövete, hanem, a pécsi zenei kóruséleté, zeneszerzésé és zenepedagógiáé is. Dr. Sárkányné Lengyel Mária élete a pécsi Leőwey Klára Gimnáziumban, pedagógusként eltöltött 40 esztendő alatt egybefonódott az itt nevelkedő közösségével. Áldozatos munkája a diákokon túl, a pedagógustársak és a szülők elismerését is kiváltotta. Személyes példája, igényessége biztosítéka volt annak, hogy a különböző iskolai események igazi ünnepek voltak, amelyek neveltek, erős erkölcsi tartást adtak. Tehetségsegítő és fejlesztő munkájának köszönhető, hogy a tehetséges diákokból, a „megtalálni és fejleszteni” mottó jegyében, talentumok lettek. Ugyanakkor, hatalmas energiával támogatta a hátrányos helyzetű diákokat. A 30 éven keresztül példamutatóan végzett, nevelési igazgatóhelyettesi munkája is hozzájárult ahhoz, hogy a pécsi Leőwey Klára Gimnázium, eredményeiben a legkiválóbbak közé emelkedett. |
| 2022 | Hirth Ferenc és Dr. Kukai Tibor                |     | Hirth Ferenc az általa létrehozott, közel 40 éve a hazai és nemzetközi energetikai piacokon eredményesen jelen lévő KONTAKT-ELEKTRÓ Kft. vállalkozásért kapta az elismerést, amelyben az üzleti korrektség és a kihívások megvalósítása érdekében a folyamatos innováció a jellemző. Újabban a hidrogénüzemű tüzelőanyag-cellák gyártása, fejlesztése terén tettek komoly előrelépéseket. Ők voltak azok, akik a tüzelőanyag-cellák első működő egységét létrehozták. Munkájukban kiváló partneri kapcsolatot és együttműködést alakítottak ki a PTE a MTA és a BME szervezeteivel, mutatva, hogy napjainkban a kooperációra támaszkodva lehetünk csak sikeresek. Példás vezetői tevékenységével, személye, Pécs és Baranya iparában példaképpé válhatott. Dr. Kukai Tibort a magyar és a baranyai mérnöktársadalom szakmai és emberi fejlődése érdekében végzett, több évtizedes, eredményes, magas színvonalú munkájáért, valamint építőmérnökként, egyetemi oktatóként, továbbá a közéleti és egyházközösségi személyként végzett tevékenységéért díjazták. Mint a BMMK elnöke szakmai elhivatottsággal, igényes, vezetői munkával, lehetővé teszi a magyar mérnöktársadalom szakmai tudásának, elkötelezettségének folyamatos növekedését. Értékteremtő tevékenysége, szakmai tisztessége, a benne megjelenő innovatív szemlélet, a szakmai tudás átadására való törekvés, sokrétű tevékenységén keresztül, közvetíti azokat a tartalmakat, melyeket másoknak is érdemes felelősséggel képviselni, mert az emberi, tisztesség követendő példája. |
| 2023 | Kertész Attila                                 |     | Ének-történelem szakos tanári pályafutását 1968-ban kezdte. A kóruskultúra iránti elkötelezettsége determinálta pályáját, így került a Janus Pannonius Gimnáziumba, majd a zenetagozatos képzéssel együtt 1975-ben az akkor alapított Dobó István úti Gimnáziumba, ahol a zenei élet felvirágoztatása elválaszthatatlan személyétől. Alapító karnagyként létrehozta a Bartók Leánykart, amellyel számos hazai és nemzetközi siker is jelzi kiváló zenetanári tevékenységét. Szakmai felkészültsége, pedagógusi és emberi nagysága teremtette meg, hogy az iskola lehet ma is a kodályi hagyaték egyik őrzője. Munkájában felfedezhetjük a Kodályi hagyaték elkötelezett gondozását. A Mecsek Kórus, a Mecsek Nőikar, a Pécsi Tudományegyetem Nőikar, a Dombóvári Kapos Kórus élén nyújtott tevékenysége mellett, a 2016-ban alakult Vocapella, a Pécsi Nosztalgia Kórus is sok szálon kötődik személyéhez, mutatva a zene iránti elhivatottságát. Szakmai kiválóságának elismerését jelzi, hogy több szakmai testület, tagja, alelnöke. 2018-tól a Magyar Kodály Társaságnak az elnöke. Életpályáját a zene és a diákok szeretete hatotta át. Kórusaival hírnevet szerzett Pécs városának a világ szinte minden táján. Értékteremtő, közéleti munkássága példa a fiataloknak, a pedagógusoknak, a zenei pályán tevékenykedőknek. A zenei kultúra, a Kodály hagyaték ápolásáért, a kihívásokat kedvelő, a fontos célokért elkötelezett, önzetlen, magas színvonalú munkája elismerését jelenti a Tüke-díj. |
| 2024 | Dr. Dóczi Tamás és Dr. Kiss László             |     | Dr. Kiss László a pécsi jogi kar meghatározó tagja. Oktatói-kutatói tevékenysége rendkívül széles skálán mozog, az alkotmányjog és a közigazgatási jog valamennyi lényeges területét felöleli. Könnyed stílusú, sziporkázó humorú előadó, aki a közjog iránt érdeklődő hallgatóknak elmélyült ismereteket közvetít. Tevékenysége során a jogi képzésben jelentős számú, magasan képzett szakember került ki az egyetemi képzésből. Sokak tudományos pályáját indította el, és egyengeti ma is. Gazdag oktatói-kutatói munkája, Akadémiai tisztségei mellett, erős közéleti tevékenységet folytatott. A rendszerváltozás meghatározó alakja. Nyitott volt a folyamatok megújítására, érdemi segítője a jogon belüli ellentmondások felszámolását szolgáló törekvéseknek. 1998-2016 között az Alkotmánybíróság tagja. Szakmai javaslatai előremutatóak voltak. Ha kellett, mert és tudott a bírálat hangján fogalmazni, mely jól mutatja nyíltságát. Munkájával, kapcsolataival, emberségével, kapcsolatteremtő készségével kivívta környezete megbecsülését. Köztiszteletben álló személyiség. Munkája minden pillanatában Pécs város hírnevének öregbítését szolgálta, személyes küldetésének megvalósításával. Dr. Dóczi Tamás idegsebész, professzor emeritus vezetői munkájában, bárhol is dolgozott, a csapatmunkát helyezte előtérbe. Olyan teamet/teameket nevelt ki maga köré, amelyben tudományosan minősített idegsebész szakorvosokkal, magasan képzett ápoló személyzettel kiemelkedő színvonalú operációkat hajtottak végre az idegrendszer operálható betegségeinek sikeres gyógyítását illetően. Mint kitűnően felkészült egyetemi tanár, emberközpontú személyiségéből fakadóan kinyitotta és mások számára is elérhetővé tette a tudás útját. A személyének szóló elismerés szól az ismert és elismert magas szintű tudásának, a kiváló idegsebésznek, a sikeres intézményvezetőnek, de mindenekelőtt a kitűnő embernek. Vallja, hogy a hosszú és komplikált műtétek után is vannak feladatok, mint például az idegsebészet tárgykörébe tartozó kutatói munka, vagy a folyamatosság szempontjából meghatározó oktatói munka, hogy mind többen megtudják, mennyi ragyogó lehetőség van az újabb és újabb műtéti eljárásokban. A MTA rendes tagja (2013). Számos Tudományos szervezet tagja, elnöke, a Diagnosztikai Központ egyik alapítója, amelyben több mint kétmillió beteg sorsát, nagyban segítette a modern képalkotás. |

## Egyéb díjak

### Ifjúsági Tüke-díj

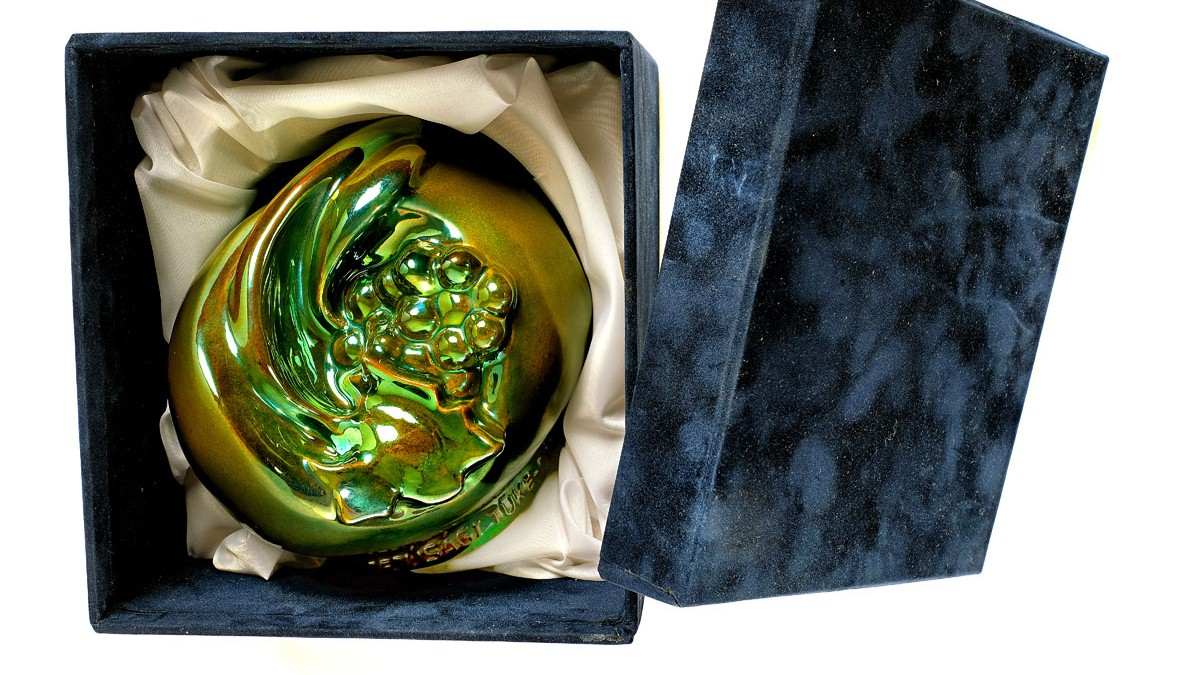
Ifjúsági Tüke-díj díszdobozban

A díjalapítás célja: Erősíteni a „Tükék” összetartozását, elősegítve a fiatalok közösségi fejlődését. A díj szellemisége szolgálja egyetemes kulturális értékeink és a különböző szakmakultúrák közötti harmónia elmélyítését, járuljon hozzá olyan értékek elismeréséhez, amelyek színvonala méltó a pécsi tükeség által képviselt és elfogadott normákhoz.
Az Ifjúsági Tüke-díjat 2018-tól, a kuratórium döntése alapján az a 30 év alatti, Pécsett született fiatal kaphatja meg, aki kimagasló tanulmányi, tudományos, kutatói, művészeti/alkotói, sporttevékenységet végez, figyelemre méltó, példamutató cselekedetet hajt végre az élet bármely területén.
A díj eozinból készült, Krassói Száva keramikus alkotása és a Zsolnay Porcelánmanufaktúra terméke.
A jelöltre javaslatot tehetnek minden év június 30-ig:
- a Pécs városában bejegyzett szak- és középiskolák igazgatói
- a Pécs városában bejegyzett felsőfokú intézmények vezetői
- az MTA regionális szerve
- a Pécs városában bejegyzett sportegyesületek
- a Pécsett tevékenykedő egyházak
- a pécsi polgárok
- a Pécs Baranya Kereskedelmi és Iparkamara

| Év   | Díjazott                     | Kép | Rövidített indoklás |
| ---- | ---------------------------- | --- | --- |
| 2018 | Balogh Ádám                  |     | Hét évesen kezdett zongorázni. 13 éves koráig 8 országos versenyen nyert első díjat. Számos hazai verseny győztese, fődíjasa. Többek között a Szegedi Kortárs Zenei Verseny, a Budapesti Chopin zongoraverseny első helyezettje. Nemzetközi versenyekről is eredményesen térhetett haza, mint pl. a milánói Zongorista Tehetségek Versenye, a zágrábi Fiatal Virtuózok. A hágai nemzetközi zongoraversenyek díjnyertese. Legszebb eredményeit a közelmúltban érte el. Az amerikai Cooper Nemzetközi Zongoraversenyen döntőbe jutott, és az egyik legrangosabb, Texasban megrendezett zongoraverseny, a Cliburn Junior kategóriában pedig különdíjjal gazdagodhatott. 2017 márciusában, New Yorkban a Világkörüli Bemutatkozó Meghallgatás (Worldwide Debut Audition) nevű versenyen vett részt, ahol bejutott a háromfős döntőbe. Philadelphiában a neves Curtis Intézetben megrendezett Fiatal Zongoristák Akadémiájára többször nyert ösztöndíjat, illetve a Piano Texas és a LAUS Academya fesztiválokon is ösztöndíjasként vehetett részt. A magyar zenei színtereken is gyakran szerepel. Folyamatosan fellép Európa sok jelentős zenei fellegvárában. 2016-tól a Zeneakadémia tanulója. Koncertjein igazi, mély zeneiségről számot téve arat megérdemelt sikereket. |
| 2019 | Knoch Viktor és Burján Csaba |     | Az újkori olimpiák megszületése után 94 évvel, a pjongcsangi Téli Olimpián Magyarország és a pécsi sport számára az 5000 méteres gyorskorcsolya váltóversenyében az olimpiai bajnok csapat két pécsi tagjaként elért sporttörténelmi eredményért, illetve Pécs város hírnevének öregbítéséért a pécsi polgárok elismeréseként. (A díjazottak a külföldi sportversenyeken való részvételük miatt a szüleiket kérték meg a díjak átvételére.) |
| 2020 | Szabó Attila                 |     | Már általános iskolás korában kiderült, hogy kivételes tehetségű és szorgalmú diák, akit a kitartás, a szenvedélyes érdeklődés, a világ dolgai iránti kíváncsiság motivál a tudás megszerzésében. Középiskolásként a Pécsi Leőwey Klára Gimnázium diákjaként érte el sikereit. Nemzetközi eredményeit Európában, Ázsiában, az amerikai kontinensen érte el, minden tanulmányi évben igencsak megsüvegelendő győzelmekkel. Ezek a sikerek a fizika, matematika tantárgyak Világbajnokságain, diákolimpiai, előolimpiai egyéni és csapatversenyein születtek. Így lett az említett tantárgyakból többszörös világbajnok, diákolimpiai bajnok, sőt a fizika tantárgyból nagy fölénnyel a versenyek abszolút első helyezettje, amely címet kétszer is kiérdemelte. Ugyanígy a Diákolimpiákon kétszer részesült különdíjban a legjobb elméleti dolgozatért. A tudását elismerő tény, hogy a 43. észtországi diákolimpián az Európai Fizika Társaság díját is megkapta, míg Koppenhágában, a 44. Fizika Diákolimpián a legjobb európai férfiversenyzőnek járó elismerést is átvehette. Gimnáziumi tanulmányai során az összes, rangos, hazai fizika versenyt megnyerte, volt amelyiket több is. A középiskola elvégzése után a Cambridge-i Egyetem hallgatója lett, fizika/természettudomány szakon. Az alapszakon minden évben első helyezett az év végi vizsgákon, mesterszakos szakdolgozata pedig elnyerte a legjobb számítógépes fizikai kutatás díját. A PhD-t is Cambridge-ben végzi, most harmadéves. Kutatási területe az elméleti szilárdtestfizika. |
| 2021 | Boros Misi                   |     | Ötéves kora óta minden szabadidejét a zongoránál tölti. Hatéves korától a pécsi Liszt Ferenc zeneiskola növendéke majd a Pécsi Művészeti Gimnázium tanulója. 2017 óta Bogányi Gergely a mentora, emellett Münchenben fejleszti zenei ismereteit. Nyolc éves kora óta minden hazai verseny korcsoportgyőztese, de versenyt nyert többek között Rómában, Milánóban és Párizsban is. 2014-ben a Virtuózok komolyzenei tehetségkutató korcsoportgyőztese lett.12 évesen debütált a Zeneakadémia nagytermében. Ugyanebben az évben fellépett a zürichi Tonhalléban, majd egy évvel később szólókoncertet adott a Művészetek Palotájában, a Nemzeti Filharmonikus Zenekar közreműködésével. 2017-ben a Virtuózok szervezésében önálló koncertet adott a Müpában Bogányi Gergellyel. Egy évvel később a Nemzeti Filharmonikus Zenekar felkérésére Chopin f-moll zongoraversenyét játszotta a Kocsis Zoltán emlékesten. Fiatal kora ellenére több mint 200 koncertet adott, meghódítva a világ számos koncertszínpadát. A 2020-as esztendő koronavírus okozta nehézségei a zenei, művészeti életben is új utak keresését jelentették, melynek során az on-line hangversenyek adta lehetőségeket kihasználva, számos esetben mutatta meg különleges zenei tehetségét és tudását a virtuális tér hallgatóinak. Kimagaslóan egyedi tehetségét olyan művészek ismerték el, mint Plácido Domingo és Vásáry Tamás. Ez ékes bizonyítéka annak, hogy jól halad azon az úton, hogy az egykori csodagyerekből világklasszis zongoraművész lehessen.                        |
| 2022 | Konkoly Zsófia               |     | Konkoly Zsófia a díjat az eddig elért példátlan hazai és nemzetközi sikereiért kapta: a tokiói paralimpián a 100 méteres pillangóúszásban, paralimpiai csúccsal elért olimpiai bajnoki címéért, valamint, a 400 méteres gyorsúszásban és a 200 méteres vegyes úszásban elért ezüstérmekért, és ezeket az eredményeket kiegészítő 5. és 6. helyezésért, melyekkel a magyar küldöttség legeredményesebb sportolója lett. |
| 2023 | Gráber Kristóf               |     | A 2022. évi Szakma Sztár Fesztivál országos versenyen elért első helyezéséért, mellyel elősegítette a kőműves szakma társadalmi elismertségének növelését. |
| 2024 | Jávorszki Hunor Bendegúz     |     | A 2022. és a 2023. évi Nemzetközi Büntetőjogi Perbeszéd versenyen való eredményes szerepléséért, valamint 2023-ban az OTD Büntetőjogi Perbeszéd verseny „ügyész” kategóriájában elért első helyezéséért. |

### Jubileumi Emlékérem (2013)

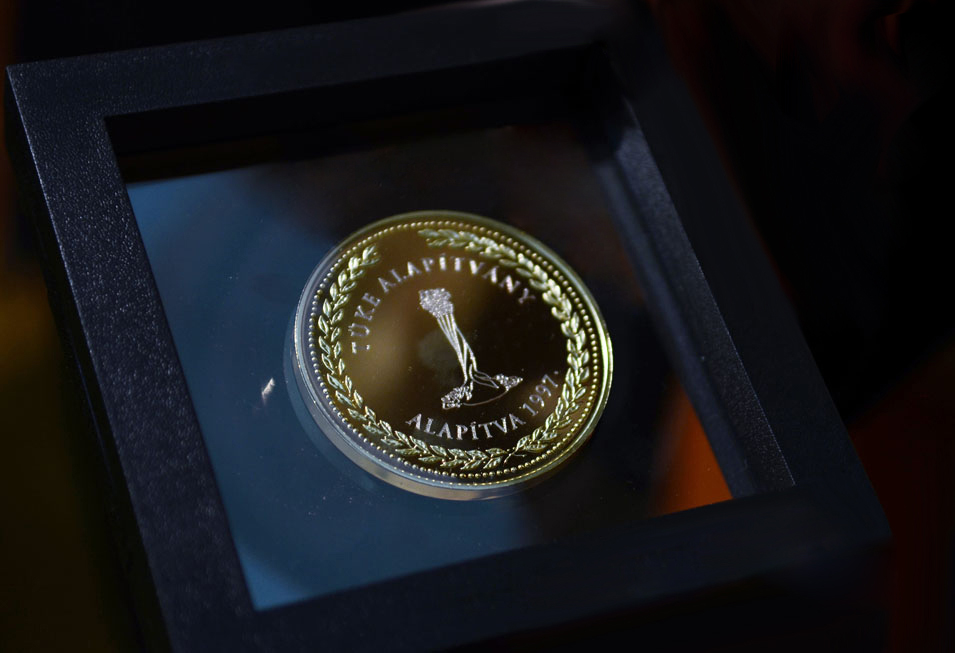
Jubileumi emlékérem

| Év   | Díjazott                    | Kép              | Rövidített indoklás |
| ---- | --------------------------- | ---------------- | --- |
| 2013 | Bertók László (1935–2020)   | Bertók László    | Kossuth-díjas költő, a több mint fél évszázados, új verstípusokat is létrehozó, gazdag és igényes, színes és változatos versformákat nyújtó költészetéért.                                                                                                |
| 2013 | Bánky József                | Bánky József     | Zongoraművész, nyugalmazott tanszékvezető főiskolai tanár, a több mint fél évszázados, Pécsett megvalósított zenepedagógusi és zeneszerzői, valamint zongoraművészi munkája elismeréseként.                                                               |
| 2013 | Ivasivka Mátyás (1933-2023) | Ivasivka Mátyás  | Tanár, zenepedagógus, karnagy, Pécs zenei életében kifejtett több évtizedes, maradandó értékeket teremtő, példamutató munkájáért, valamint az ifjúság nevelésében elért szemléletalakító tevékenységéért.                                                 |
| 2013 | Dr. Kollár Lajos            | Dr. Kollár Lajos | Érsebész professzor, a szakterületén végzett sikeres hazai és nemzetközi gyógyító munkája során bevezetett új műtéti eljárások széles körű alkalmazásáért, valamint az egészségügyi ellátórendszer struktúrájának átalakításában végzett munkájáért.      |
| 2013 | Maszler József (1954–2022)  | Maszler József   | A vendéglátós dinasztia tagjaként, a Tettye étterem vezetőjeként végzett több mint 30 éves, a pécsi vendéglátást szolgáló színvonalas munkája elismeréseként.                                                                                             |
| 2013 | Märcz Róbert (1937–2013)    | Märcz Róbert     | Testnevelő tanár, sporttörténész, Pécs sportértékeinek megőrzésében, népszerűsítésében évtizedeken keresztül végzett kimagasló tevékenységéért, valamint több hiánypótló sporttörténeti könyv szerkesztőjeként megvalósított tevékenysége elismeréseként. |

### Jubileumi Emlékérem (2018)
| Év   | Díjazott                    | Kép | Rövidített indoklás |
| ---- | --------------------------- | --- | --- |
| 2018 | Iványi Dalma                |     | Sportoló, sportvezető. Több mint húsz éves, magas szintű sportolói pályafutása során, Pécs városához kötődő hűsége, a kosárlabdát szerető közönségnek, hazai és nemzetközi szinten is felejthetetlen élményt nyújtó, nagy népszerűségnek örvendő tevékenysége, valamint a csapat sikereihez tartozó teljesítménye elismeréséért. |
| 2018 | Dr. Bödő László (1933–2019) |     | Sporttörténész. Baranya megye és Pécs város minőségi és tömegsport tevékenységének folyamatos fejlesztésében tanúsított színvonalas, tevékenységéért, a térség sporttörténetének másokkal együtt és önállóan történő hiteles feldolgozásáért. Továbbá azért a kezdeményezéséért, amellyel a pécsi olimpikonokról három sportlétesítményt is elneveztek. |
| 2018 | Kleisz József               |     | Cégalapító, cégtulajdonos. Vállalkozásszervező tevékenységével megteremtette annak az alapjait, hogy ma a MATRO Kft. a Dél-Dunántúl meghatározó, több mint 300 főt foglalkoztató középvállalkozásává válhasson. A nevéhez köthető, hogy a szakképzésben, az 1990-es években létrejöhetett az első dél-dunántúli, iskolai CNC gépeket alkalmazó tanműhely. |
| 2018 | Morvay Imre, Pio atya       |     | Irgalmasrendi szerzetes. A pécsi ételládák mozgalom elindításáért és működtetéséért, az utcán élő hajléktalanok, a nehéz helyzetben lévő emberek és családok elkötelezettségen alapuló önkéntes segítéséért nap mint nap, példamutató tevékenységéért. |
| 2018 | Nagy Emil (1934–2020)       |     | Több mint 35 éve vesz részt aktívan a lakásszövetkezeti mozgalomban mint a Jókai lakásszövetkezet elnöke. 27 éve a Lakásszövetkezetek és Társasházak Baranya Megyei Szövetsége elnöke. Érdemeket szerzett a vezetés és a tagság közötti kapcsolat élőbbé tételében, különösen a vállalkozási szellem elfogadtatásában. Tevékenysége során mindig a pécsi emberek érdekeiből indult ki és ért el helyi és több esetben országos sikereket nagy tömegeket érintő szolgáltatási kérdésekben. |
| 2018 | Pintér László               |     | Nyugalmazott könyvtárigazgató. Csorba Győző Kossuth-díjas pécsi költő halála óta aktívan és lelkesen, folyamatosan gondozza a mértéket jelentő írói hagyatékot. Gondos tevékenysége nem engedi feledésbe merülni a költő emlékét, és elősegíti, hogy a mai fiatal nemzedék is megismerhesse a költő életművét, ugyanakkor pozitív szakmai és emberi példakép állhasson a pécsiek előtt. |
| 2018 | Dr. Szántó Zalán            |     | Mellkassebész, egyetemi adjunktus. Az általa kifejlesztett okostelefonos alkalmazással a világon szinte egyedülálló módon lehet elvégezni a tüdődaganat kockázatának felmérését, a tüdődaganat korai stádiumban való felismerését. Ezáltal kulcslyuksebészeti megoldásokkal, kisebb megterhelésű műtétek elvégzésére nyílik lehetőség. Az alkalmazáshoz tartozó kérdőív kitöltésével kideríthető, hogy az érintett személy a tüdőrák kockázata szempontjából mennyire veszélyeztetett. Magyarországon már több ezer ember töltötte le az applikációt. A világon Kínától, Brazíliáig sok országban használják. |

### Jubileumi Emlékérem (2023)
| Év   | Díjazott                   | Kép | Rövidített indoklás |
| ---- | -------------------------- | --- | --- |
| 2023 | Angela nővér               |     | Karmelita szerzetesnő. Kezdetben ápolónő, ahol lelki elhivatottsággal, alázattal közelített a szenvedőkhöz, reménysugarat adva a felépüléshez. Majd, eltökéltséggel kijelölve további életének határait, örökfogadalmat tett. Szerzetesi hitvallása, szilárd, időt álló elköteleződést, erős alapot jelent a másokért vállalt felelősség útján is. |
| 2023 | Bíró László                |     | Nyugalmazott tábori püspök. A teológia mesterfokon történő művelésével az érett hit kialakulását segítő, katolikus nevelés hiteles megvalósításáért, valamint tisztán látó, alázattal párosuló papi személyiségének elismeréséért. |
| 2023 | Ferling József             |     | Kreatív kommunikációs szakember, a MPRSZ örökös tagja. Mint Magyarország egyik legsikeresebb kommunikációs ügynökségének vezetője, cégével 10 iparág közel 80 vállalatánál szervezi a bizalmat sugárzó kommunikációt. Valamint azért a munkáért, amelynek során újszerű megoldásokkal, hiteles szakemberként szolgálja és segíti térségünk elismertségét. |
| 2023 | Dr. Figler Mária           |     | Professzor emerita, a gasztroenterológia kiváló tudósa. Kimagasló szaktudással végzett orvosi munkája mellett, a Pécsi Tudományegyetem-n nevéhez köthető a dietetikus és táplálkozástudományi mesterképzés, a sportdietetikus posztgraduális képzés elindítása. Továbbá a kiváló, oktatói, mentori, kutatói és vezetői tevékenysége elismeréséért, sokrétű, egyetemen belüli társadalmi szerepvállalásáért.                                                                       |
| 2023 | Garami József              |     | Labdarúgó mesteredző, szakedző. Pécs város élvonalbeli labdarúgásának játékosként és edzőként is megkerülhetetlen alakja. Számos sikert ért el edzőként a magyar labdarúgás élvonalbeli csapatainál és a nemzeti tizenegynél is. Pályája egészét áthatotta a saját nevelésű játékosok menedzselése. Személye tiszteletet és megbecsülést élvez a pécsi polgárok körében. |
| 2023 | Prof. Dr. Helyes Zsuzsanna |     | Kutatóorvos, egyetemi tanár, az MTA levelező tagja. A hazai és nemzetközi kutatásokban való eredményes részvételéért, valamint a több támadáspontú, innovatív fájdalomcsillapító és gyulladásgátló gyógyszerek, hatóanyagok, fejlesztése, az immunológiai és daganatos szerek kutatása terén elért eredményeiért. Továbbá azért a sok áldozattal járó tevékenységért, amellyel fiatal kutatóként, a MTA levelező tagjaként, a régió tudományos munkájának reputációját elősegíti. |
| 2023 | Lovász Lázár               |     | Olimpiai bronzérmes atléta, kalapácsvető. A mindenkori baranyai atlétika egyik legeredményesebb olimpiai versenyzőjeként, 1968-ban Mexikóvárosban elért harmadik helyezésére emlékezve, valamint nevelőegyesületéhez az egykori Pécsi Dózsához és Pécs városához való hűségéért. |
| 2023 | Dr. Nagy Gábor             |     | Orvos ezredes, hadtörténész. Radiológusi munkája mellett az orvos- és hadtörténelem kutatójaként, különösen a napóleoni háborúk alatt Pécsett elhunyt francia katonák temetkezési helyének jelentős figyelmet érdemlő meghatározásáért, valamint azért az elmélyült kutatásért, amellyel a győri csatában megsérült több mint 2000 katona, Pécsre a császári-királyi főkórházba kerülését vizsgálta.                                                                              |
| 2023 | néhai Nagy Sándor          |     | Pécs város közművelődésének meghatározó alakja. Négy évtizeden keresztül a Pécsi Ifjúsági Központ élén végzett munkája elismeréséért, melynek során a pécsi ifjúsági kultúra és a Pécsi Ifjúsági Ház országos és nemzetközi hírnevet szerzett, magasra emelve városunk kultúrájának jó hírét. |
| 2023 | Szilágyi Omer              |     | R. főtörzszászlós, közrendvédelmi szolgálatirányító parancsnok. Pécs város közbiztonságáért közel négy évtizede nagyfokú körültekintéssel, jobbító szándékkal végzett, szakmai munkájáért, valamint iskolarendőrként, polgárőrként végzett, a közösségek elé példaként állítható, aktív állampolgári tevékenységéért. |

### Jubileumi Emlékérem (2024)
| Év   | Díjazott               | Kép | Rövidített indoklás |
| ---- | ---------------------- | --- | --- |
| 2024 | Dr. Bélyácz Iván       |     | A közgazdásztudományok doktora, professzor emeritus, az MTA tagja. Elkötelezett, motivált, kiművelt szakembereket nevelő, oktatói tevékenységéért, valamint, azért az életpályáért, amelynek köszönhetően helyi szinten is nagymértékben hozzájárult az egyének, vállalkozások, vállalatok, igényesebb tervező, a megvalósítást segítő, optimalizáló munkájához. |
| 2024 | Bozóky Anita           |     | Közgazdász, tanár, művelődési menedzser. Pécs város kulturális és művészeti életének szervezésében, a magas művészeti és művészi élmény megvalósulását biztosító, folyamatos, fáradhatatlan tevékenységéért, és azokért az elévülhetetlen érdemeiért, amellyel nagymértékben hozzájárult az EKF sikeréhez. |
| 2024 | Dr. Szabó László Gyula |     | Professzor emeritus, gyógyszerész, botanikus, mezőgazdász, gyógynövénykutató, az MTA tagja. Életpályája elismeréseként, különös tekintettel a Pécsi Orvostudományi Egyetemen a gyógyszerész képzés beindítása érdekében kifejtett elévülhetetlen érdemeiért és azért a munkáért, amelyet Horváth Adolf Olivér tudós botanikus pécsi házának tatarozásáért, emlékének őrzéséért tett, valamint azért a küldetéssel végzett tevékenységéért, amellyel Pécs és Baranya szolgálatát valósította meg. |
| 2024 | Tillai Gábor           |     | Történész, muzeológus, a TKM Egyesület Pécsi Klubja vezetője. A Pécsi Klub vezetőjeként, 35 éve szakavatott módon végzett, aktív tevékenységéért, amellyel Pécs városában, az országban és külföldön, az érdeklődők számára szervezi az élményt adó, műveltségterjesztő közművelődési programokat, bemutatva a régészeti feltárásokat, néprajzi eseményeket, a képtári gyűjtemények gyarapodását.                                                                                                |

### Emlékérem
| Év   | Díjazott               | Kép | Rövidített indoklás |
| ---- | ---------------------- | --- | --- |
| 2018 | Požonec Mária Dorothea |     | 2016. márciusában – a pécsi Ciszterci Rend Nagy Lajos Gimnáziumának tanulójaként – újraélesztette osztálytársát, akinek rosszullét következtében leállt a szívműködése. Lélekjelenléte, bátor, gyors és határozott, az egészségügyi szakma irányelveinek betartásával történő, szakszerű beavatkozása visszahozta az életbe osztálytársát. Büszkék lehetünk, az azóta már orvostanhallgató Pozsonecz Mária Dorothea bátorságról, lélekjelenlétről tanúskodó, másoknak is példát mutató tevékenységére. |
| 2020 | Dr. Végh József        |     | A Pécsi Magyar-Finn Társaság megalakításában, eredményes, sokszínű működtetésében betöltött elévülhetetlen érdemei, valamint a Pécs és Lahti közötti testvérvárosi kapcsolat ápolásában tanúsított példaértékű, lelkes tevékenysége elismeréseként, városunk hírnevének öregbítéséért. |

### Civil szervezetek számára adományozott elismerések (2016-tól)
| Év   | Díjazott                                                                    | Kép | Rövidített indoklás |
| ---- | --------------------------------------------------------------------------- | --- | --- |
| 2016 | Mecsek Egyesület                                                            |     | A Mecsek turista értékeinek kifejlesztése, élhetőbbé, vonzóbbá tétele, épített örökségének folyamatos védelme, az egyesület természetvédelmi filozófiája, a példaként állítható gazdag egyesületi múlt, illetve a pécsi polgárok számára hasznos munkájuk elismeréséért. |
| 2017 | Pécsi Jótékony Nőegylet                                                     |     | Pécs város polgárai számára hasznos, önzetlen, másokért felelősséget vállaló munkájuk során két évtizede számos szegény sorsú gyereknek biztosítják a meleg étkezést a „Nincs ebédem” program keretében. Nagy figyelmet fordítanak a peremkerületeken élő gyerekek életkörülményeire. Programjaik a rászorultság elvére épülve egyfajta védőhálót nyújtanak. Tevékenységük példamutatóan tanúsította a jó polgári mentalitás folyamatos kiteljesedését, a nehéz sorsú gyerekekért érzett felelősség kiterjesztését a szegénygondozási eszközrendszer működtetésében. |
| 2018 | Nevelők Háza Egyesület és a 20 éve általa működtetett Civil Közösségek Háza |     | A polgárosodási folyamatban negyed százada eredményesen segítik a civil szervezetek és öntevékeny közösségek zökkenőmentes társadalmi beágyazódását. Munkájuk bővíti a kulturális teret, az értékek bemutatásával és fenntartásával lehetővé teszik a polgárság sokirányú tájékozódását, a civil szerveződések, öntevékeny közösségek és az egyéni alkotók területi felzárkózását. Nyitott kapukkal tevékenykednek, kézen fogják és behozzák a házba a civil szerveződéseket, mintegy közösségi kovászt adva a közneveléshez is kapcsolódó, informális tanulási lehetőségeknek. Hozzájárulnak kulturális és emberi alapértékeink megbecsüléséhez. |
| 2019 | Pécsi Vasutas Sportkör                                                      |     | A magyar vasutas sport történetében jeles dátum 1919, amikor 500 sportoló és pártoló tag létrehozta Pécs város napjainkban legrégebbi, megszakítás nélkül működő sportegyesületét. A megalakulás óta elkötelezetten tevékenykedő sportvezetők és sportolók a nehéz történelmi időszakokban is képesek voltak stabilizálni a sportkör működését. Kialakították és működtették azt a vasutas szellemiséget, amely ma is jellemzi a közösséget, erősítve a sportkör társadalmi szerepének elfogadtatását. Tevékenységük az elmúlt 100 évben jól példázza, hogy fontos teret adni a cselekvő, aktív közösségeknek, fontos hozzájárulni azok fejlesztéséhez, cselekvési képességük és sportbeli alapszándékaik erősítéséhez. A mindenkori sportvezetők és munkatársak a vállalt missziójukkal, a sokszínű tevékenységet támogató szolgálatukkal, a közösségért érzett szolidaritást példázzák. Hozzájárulnak sportbeli és emberi alapértékeink megőrzéséhez. (Az elismerő oklevelet és az emlékplakettet átvette: Czerpán István elnök és Rákossy Balázs társadalmi elnök.) |
| 2020 | Pécsi Magyar-Finn Társaság                                                  |     | Pécs és Lahti városok közösségének egymásra találásában tanúsított szerepük meghatározó. Az eltelt időszakban újabb és újabb területeket vontak be az együttműködésbe, így ez a munka bővítette a kulturális teret, az értékek kölcsönös bemutatását. A zenei, a képzőművészeti, a tánc, a színházművészeti, a fotóművészeti kölcsönös egymásra találások, a sportélet kapcsolatai, az iskolák, az evangélikus egyházak sokoldalú együttműködése, a diákifjúság, a nyugdíjasok csoportjainak cserelátogatásai, mind, mind a társaság kapcsolatközvetítő szerepének fontosságát, erősségét támasztja alá. Fontos szólni a Pécsi Magyar-Finn Társaság gazdaságot segítő tevékenységéről, melyben a Pécs városában megtelepedett finn cégek dolgozóival való kapcsolat során, példás tevékenység volt a finn dolgozókkal való együttműködés és beilleszkedésük segítése. Vállalt missziójukkal, a sokszínű tevékenységet támogató, lelkesedéssel végzett munkájukkal a két testvérnép eredményes kapcsolatát is jól példázzák. A társaság nyitottságával, együttműködési készségével hozzájárult a magyar és finn, szakmai, kulturális és egyéb emberi alapértékeink, tudásunk nemzetközi cseréjéhez. |
| 2021 | Pécsi Rotary Club                                                           |     | A Club küldetése az alapítástól kezdve a barátságra, a másik tiszteletére alapozva, az önzetlen közszolgálatot, a társadalmi szolidaritás elősegítését tűzte zászlajára, a helyi közösség támogatása céljából. A nagy nyilvánosság mellett megvalósuló, elismerésre méltó programok, mint pl. az Amerikától Japánig, Alaszkától Ausztráliáig megvalósuló, egyéves életélményt nyújtó cserediákprogram, a rövid utas magyarországi csereprogram, a fiatal művészeknek adott Rotary-díj, a mecseki Rotary sétány és pihenők, vagy a csecsemők halláskárosodásának korai vizsgálatát és műtéti kezelését biztosító műszerek, nemzetközi Rotary közreműködéssel történő beszerzése, vagy a legnagyobb nyilvánosság mellett zajló Rotary Advent rendezvény mutatja munkájuk sokszínűségét. A Pécsi Rotary Club tevékenysége az elmúlt 30 évben jól mutatja, hogy megtartották azt a több mint 90 éves szellemiséget, amelyet megfogalmaztak maguknak. Vállalt missziójukkal, a sokszínű tevékenységet támogató, lelkesedéssel, felkészültséggel, felelős önigazgatással végzett munkájukkal, a környezetükkel való eredményes kapcsolatot is jól példázzák. Jószolgálati tevékenységük, minden érintett javát szolgálja. A Pécsi Rotary Club nyitottságával, együttműködési készségével hozzájárul a szakmai, kulturális és emberi alapértékeink, tudásunk hazai és nemzetközi cseréjéhez. |
| 2022 | Magyar Máltai Szeretetszolgálat Pécsi Csoportja                             |     | A Máltai Szeretetszolgálat küldetése az alapítástól kezdve, a keresztény értékekre alapozva, a jelmondatukban is megfogalmazott módon, a „hit védelmét és a szegények szolgálatát”, az önzetlen közszolgálatot, a társadalmi szolidaritást tűzte zászlajára, a helyi közösségben élő rászorulók segítése céljából. Az elmúlt 30 év jól mutatja, hogy megtartották azt a szellemiséget, amelyet megfogalmaztak maguknak. A rájuk bízottakat és a hozzájuk fordulókat a test, a szellem és lélek egységét jelentő szemlélet jegyében, elszántsággal és nagy lelki erővel látják el. A szeretetszolgálat pécsi csoportja cselekvő, aktív közösség, melynek alapszándékai szerinti folyamatos erősödését tapasztaltuk városunkban és megyénkben. Tevékenységük hozzájárul az intézményi ellátás, a szociális segítségnyújtás kiegészítéséhez, az emberi alapértékek megvalósulásához. |
| 2022 | Tölösi Péter Alapítvány                                                     |     | A Tölösi Péter Alapítvány a komplex prevenciós és rehabilitációs segítségnyújtás megvalósításához, sokrétű tevékenységet végezve, segíti elő a leukémiás és tumoros megbetegedésben szenvedő gyerekek gyógykezelése során, a testi és lelki megterhelés okozta problémák enyhítését. Az alapítvány tevékenysége jól mutatja, hogy a kezelt és gondozott gyerekek könnyebben megküzdenek az előttük tornyosuló egészségügyi nehézségekkel. A rájuk bízottak számára folyamatosan korszerűsítik az ápolási körülményeket, javítják az orvosi eszközellátást, biztosítják a szülő szállás működtetésével a beteg, elesett gyermekek számára a családias légkört. Vállalt missziójukat hittel, felkészültséggel, önzetlenül, a környezetükkel szeretet teljes kapcsolatot kialakítva végzik. Az alapítvány tevékenységével hozzájárul az intézményi ellátás kiegészítéséhez, a leukémiás és tumoros megbetegedésekben szenvedő gyermekek gyógyulásához, valamint a családok anyagi és lelki terheinek csökkentéséhez. |
| 2023 | Országos Magyar Bányászati és Kohászati Egyesület Mecseki Helyi Szervezete  |     | Az Országos Magyar Bányászati és Kohászati Egyesület Mecseki Helyi Szervezete 125 évvel ezelőtti megalakulására emlékezve, a Selmecbányai Akadémia szellemi örökségére épülő hagyományőrző és ápoló, valamint közösségfejlesztő munkájukért, melynek során az elkötelezetten tevékenykedő tagság a bányászat érdekeit, szakembereinek összefogását, a tudományos és műszaki fejlődést példásan szolgálta. Működésük során kiemelt figyelem irányul az ipartörténeti szakmai emlékek és kulturális örökségük védelmére, a tárgyi, az írott emlékek közkincsé tételére. Kialakították és működtették azt a szellemiséget, amelyben kiemelt hely illeti meg napjainkban is a Szent Borbála kultusz megőrzését, ápolását. 125 esztendő elteltével, ma is az alapításkor megfogalmazottak jellemzik ezt a közösséget, ezzel is erősítve a bányászat korábbi társadalmi szerepének Pécs városában történő elismertetését. |
| 2023 | A 100 esztendős Pécsi Egyetemi Atlétikai Club                               |     | A 100 esztendős Pécsi Egyetemi Atlétikai Club Pécs város és a Pécsi Tudományegyetem minőségi sportjának fejlesztése valamint az utánpótlás nevelés érdekében végzett, hasznos munkájukért, kiemelten hangsúlyozva az egyetemi hallgatók sportjának folyamatos ellátását. Pécs város egyik legrégebbi sportegyesületében a megalakulás óta elkötelezetten tevékenykedő sportvezetők és sportolók a nehéz történelmi és gazdasági időszakokban is képesek voltak a sportkör működését színvonalasan ellátni. Eredményesen kialakították és működtették a tanulás, a tudás és a sport által kialakított szellemiséget, amely jellemzi ezt a közösséget, erősítve a PEAC társadalmi szerepének Pécs városában történő elfogadtatását. A sportolók által elért helyi, országos és nemzetközi eredmények, az így elért hírnév, városunk hazai és nemzetközi megbecsülését is jelenti. Az egyesület a vállalt missziójukkal, a közösségért érzett szolidaritást példázzák, hozzájárulnak sportbeli és tudásalapú emberi értékeink megbecsüléséhez. |
| 2024 | Pécs-Normandia Lions Club                                                   |     | A Pécs-Normandia Lions Club tagjai 30 éve a „Szolgálunk” jelszó jegyében tevékenykednek önzetlenül, elhivatottan. A közösség jó érzékkel ismer fel egy-egy megoldásra váró társadalmi szükségletet. Így valósult meg - példamutató összefogásuk eredményeként - a Lions Szülőszállás, amely az ország első olyan intézménye, mely a pécsi klinikákon kezelt, súlyos betegséggel küszködő gyermekek szülei számára biztosít ingyenes szállást a gyermekek gyógykezelésének időtartama alatt. Más fontos projektjeik, pl.: a Lions Suli Alternatív Napok, a pótvizsgára felkészítő tábor, a tematikus nyári táborok és az egyéb jótékonysági aktivitásaik is az értékteremtést szolgálják. Fennállásuk 30 éve során kiemelkedően sokat tettek a családokért, gyermekekért. Társadalmilag hasznos tevékenységével élhetőbbé teszi városunkat, gazdagítja Pécs szellemiségét. |
| 2024 | A Jelenkor című pécsi irodalmi és művészeti folyóirat közössége             |     | A „Jelenkor” című pécsi irodalmi és művészeti folyóirat országunk egyik legjelentősebb, magas színvonalú folyóirata. Országszerte ismerik és olvassák, határainkon kívül is. Pécsett szerkesztik, szervesen kötődik a városhoz, de ugyanakkor a magyar irodalom egészének fontos része. A folyóirat rendszeresen közli a városhoz kötődő szerzők értékes műveit, tanulmányokat publikál a pécsi irodalom múltjáról, s hírt ad a pécsi irodalmi műveltség és tudományos élet fontos eseményeiről. A Jelenkor a megalakulása óta eltelt 65 esztendőben, így napjainkban is hitelesen képviseli a korábbi magas esztétikai színvonalat. |
| 2024 | OMSZ Regionális Szervezet Pécsi Állomása                                    |     | A város és a régió polgárai számára nyújtott, elhivatott tevékenységüket, magas fokú empátiával, nehéz körülmények között is színvonalasan, az érintettek megelégedésére látják el. A „Hivatás az életért” szellemiség jól jellemzi a közösséget, erősítve a megyeszékhelyi mentésirányítási és mentési feladatok eredményes megvalósulását. Elsődlegesnek tartják az ellátásra szoruló embertársaink irányába forduló fokozott figyelem megvalósítását. Az így elért hírnév városunk polgárainak megbecsülését, a mentésben résztvevők felé irányuló őszinte bizalmat és a tiszteletet is jelenti. Utólag is ki kell emelni a pandémia időszakában végzett elismerést érdemlő, felelősségteljes tevékenységüket. Az áldozatos, szívvel végzett szolgálatukkal a közösségért érzett szolidaritást példázzák |

## Kerényi János örökös tiszteletbeli elnök elismerése

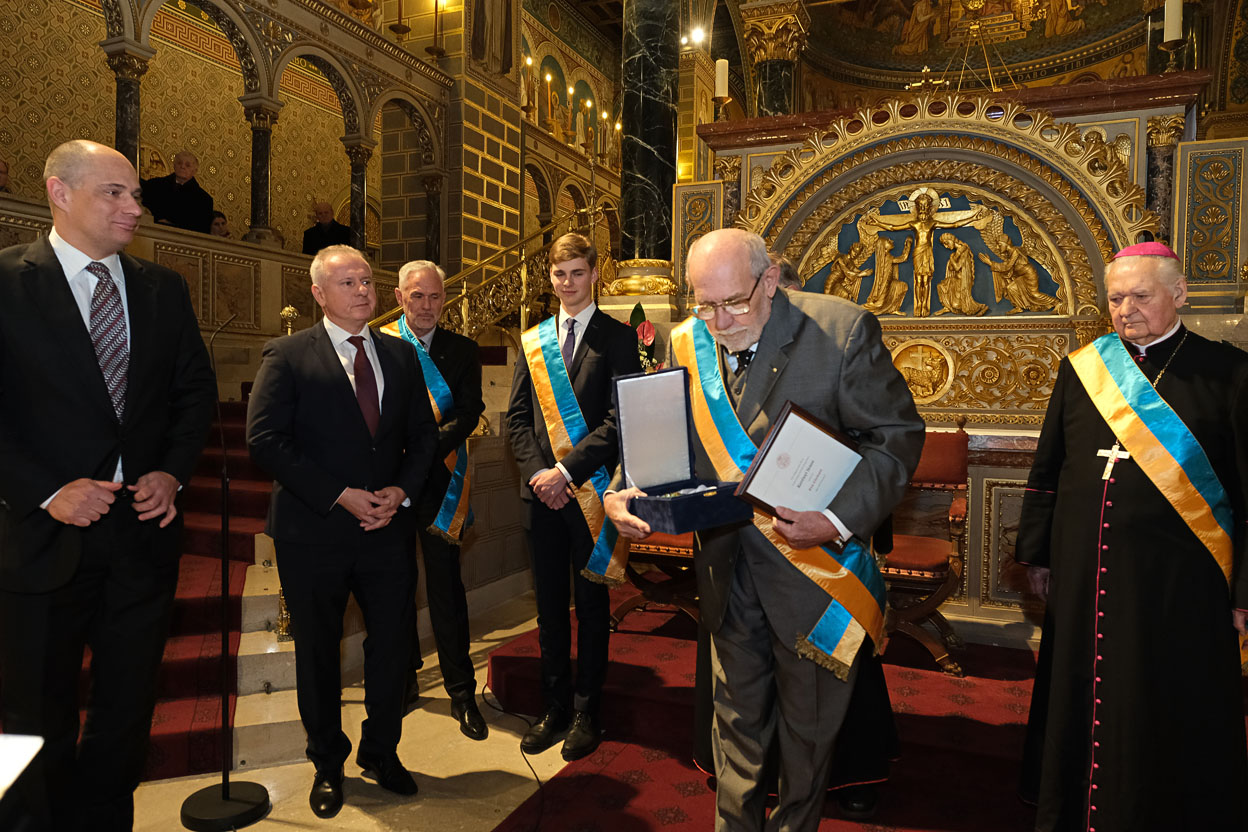
Kerényi János átveszi Pécs „Pro Civitate” díját

2024. január 21.-én, a XXI. díjátadó alkalmával, a pécsi bazilika főoltára előtt, Pécs Megyei Jogú Város Önkormányzata nevében Péterffy Attila polgármester úr és Dr. Lovász István jegyző adott át „Pro Civitate” Díjat, a Tüke szellemiség megteremtése, és ápolása elismeréseként Kerényi Jánosnak, a Tüke Alapítvány örökös tiszteletbeli alapító elnökének.